# Тбилисский коньячный завод
Тбилисский коньячный завод (ныне Коньячный завод Сараджишвили) (груз. თბილისის კონიაკის ქარხანა) — предприятие, является старейшим и крупнейшим производителем бренди в Грузии. Сегодня полное наименование этого производителя — АО «Давид Сараджишвили и Энисели».

## Описание

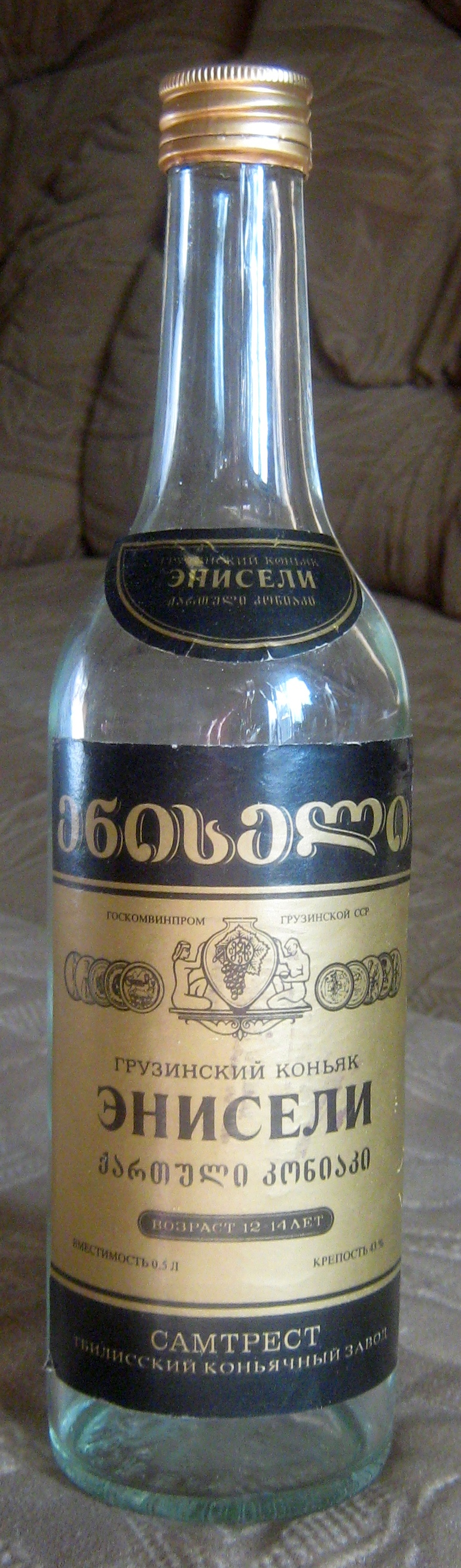
Коньяк «Энисели», выпускавшийся в 1980-е годы

Основан в 1888 году предпринимателем и учёным Давидом Захарьевичем Сараджишвили, затем был значительно расширен и приобрёл большую известность во времена СССР.
За годы существования Тбилисского коньячного завода на нём была собрана коллекция из 500 тысяч декалитров многолетних коньячных спиртов и купажированного бренди, которые выдерживаются в 16 тысячах дубовых бочек.
На заводе по сей день хранится коньячный спирт, выкуренный из виноматериалов села Дигоми под непосредственным руководством Давида Сараджишвили и заложенный на хранение ещё в 1893 году. В наземных спиртохранилищах, где созданы благоприятные условия для выдержки коньячных спиртов в дубовых бочках, хранятся и настаиваются спирты, выкуренные в 1905, 1915, 1918, 1925, 1932, 1941 годах и так далее, практически без перерыва.
Сегодня предприятие выпускает бренди в основном под марками «Сараджишвили» и «Ивериони». Ранее выпускалась продукция под марками «Арагви», «Варцихе», «Греми», «ОС», «Энисели», «Тбилиси».
Из-за винного скандала в 2006 году был полностью прекращён ввоз грузинского бренди в Россию, но в октябре 2011 года грузинская компания «Сараджишвили» обратилась в Роспотребнадзор с просьбой разрешить поставлять производимый ею бренди на российский рынок.

## Известные сотрудники
- Цицишвили, Вахтанг Давидович (1888—1965) — Лауреат Сталинской премии (третьей степени, 1947 год[5]) за создание новых марок грузинского бренди «Юбилейный XX», «Энисели» и «КС».